# Bezvučni bilabijalni ploziv
Bezvučni bilabijalni ploziv suglasnik je koji postoji mnogim jezicima (njih 375), a u međunarodnoj fonetskoj abecedi za njega se koristi simbolom [p].
Glas postoji u standardnom hrvatskom i svim narječjima; standardni pravopis hrvatskog jezika također se koristi simbolom p, (vidjeti slovo p).
Oko 10 % jezika svijeta ima zvučni bilabijalni ploziv [b], a nema glas [p]. To je arealno svojstvo zone oko Sahare (Afrika sjeverno od ekvatora uključujući Arapski poluotok). Nije poznato je li to utjecaj arapskog koji je izgubio taj glas u pretpovijesno doba ili je arapski poprimio to svojstvo od drugih jezika. Također, u Europi se proto-keltski jezik i stari baskijski rekonstruiraju kao jezici s glasom [b], a bez glasa [p].
Slično je odstupanje zvučnih i bezvučnih ploziva opisano u članku o zvučnom velarnom plozivu.
U nekim jezicima postoji više različitih inačica glasa (s aspiracijom, ejektivni itd.), primjerice u gruzijskom ili Hindiju.
Karakteristike su:
- po načinu tvorbe jest ploziv
- po mjestu tvorbe jest bilabijalni suglasnik
- po zvučnosti jest bezvučan.

Glas se nalazi u 83,15 % svih jezika zabilježenih u bazi podataka UPSID.

## Vanjske poveznice
- UCLA Phonological Segment Inventory Database (UPSID)(eng.)